# Gračëvskij rajon
Il Gračëvskij rajon, in russo Грачёвский район?, è un rajon del Kraj di Stavropol', nel Caucaso.